# إدوارد بير (ناشر)
إدوارد بير (بالإنجليزية: Edward Behr)‏ هو ناشر أمريكي، ولد في 1951.